# Pipamperon
Pipamperon is een antipsychoticum (een butyrofenonderivaat) dat wordt gebruikt bij de behandeling van schizofrenie en moeite hebben om te kunnen slapen en/of wegens emotionele gebeurtenissen.
Ook wordt het gebruikt bij agressie.
Het wordt in de handel gebracht onder de merknaam Dipiperon door Janssen Pharmaceutica sinds 1960.
Dipiperon is te verkrijgen in tabletten en druppels. De hoogste dosering is 360 mg (9 tabletten) per etmaal, maar in dat geval is het verstandig om een ander antipsychoticum in te zetten. Bij hoge doseringen kan het gebruik van Dipiperon overgewicht veroorzaken door een veranderde stofwisseling.
Een bijzonderheid is dat Dipiperon zwak werkt tegen psychosen, en het in lage dosering de stemming afvlakt. Hierdoor is gebruik van het medicijn als antipsychoticum controversieel, en wordt door psychiaters vaak gekozen voor sterkere antipsychotica zoals Haloperidol.
Dipiperon wordt soms ook ingezet bij de behandeling van symptomen van aan autisme verwante stoornissen.
Een dosering van 20-40mg per dag kan al effectief zijn in het gedrag en de onrust van mensen met autisme mits er geen psychose in beeld is. In dat geval voldoet een ander antipsychoticum beter.